# Список глав государств в 136 году
Список глав государств в 135 году — 136 год — Список глав государств в 137 году — Список глав государств по годам

## Африка
- Мероитское царство (Куш) — Акракамани, царь (132 — 137)

## Азия
- Армения Великая — Вагарш I, царь (116 — 144)
- Западные Кшатрапы — Рудрадаман I, махакшатрап (130 — 150)
- Иберия — Фарсман III, царь (135 — 185)
- Китай (Династия Восточная Хань) — Шунь-ди (Лю Бао), император (125 — 144)
- Корея (Период Трех государств):
  - Когурё — Тхэджохо, тхэван (53 — 146)
  - Пэкче — Кэру, король (128 — 166)
  - Силла — Ильсон, исагым (134 — 154)
- Кушанское царство — Канишка I, великий император  (127 — 147)
- Осроена — Ману VII, царь (123 — 139)
- Парфия:
  - Митридат IV, шах (129 — 147)
  - Вологез II, шах (105 — 147)
- Сатавахана:
  - Гаутамипутра Сатакарни, махараджа  (112 — 136)
  - Шри Пулумави Васиштхипутра, махараджа  (136 — 164)
- Хунну — Сюли, шаньюй (128—140)
- Япония — Сэйму, тэнно (император) (131 — 191)

## Европа
- Боспорское царство — Реметалк, царь (132—154)
- Ирландия — Конн Сто Битв, верховный король (122—157)
- Римская империя:
  - Адриан, римский император (117—138)
  - Луций Цейоний Коммод, консул (136)
  - Секст Веттулен Цивика Помпеян, консул (136)

## Галерея

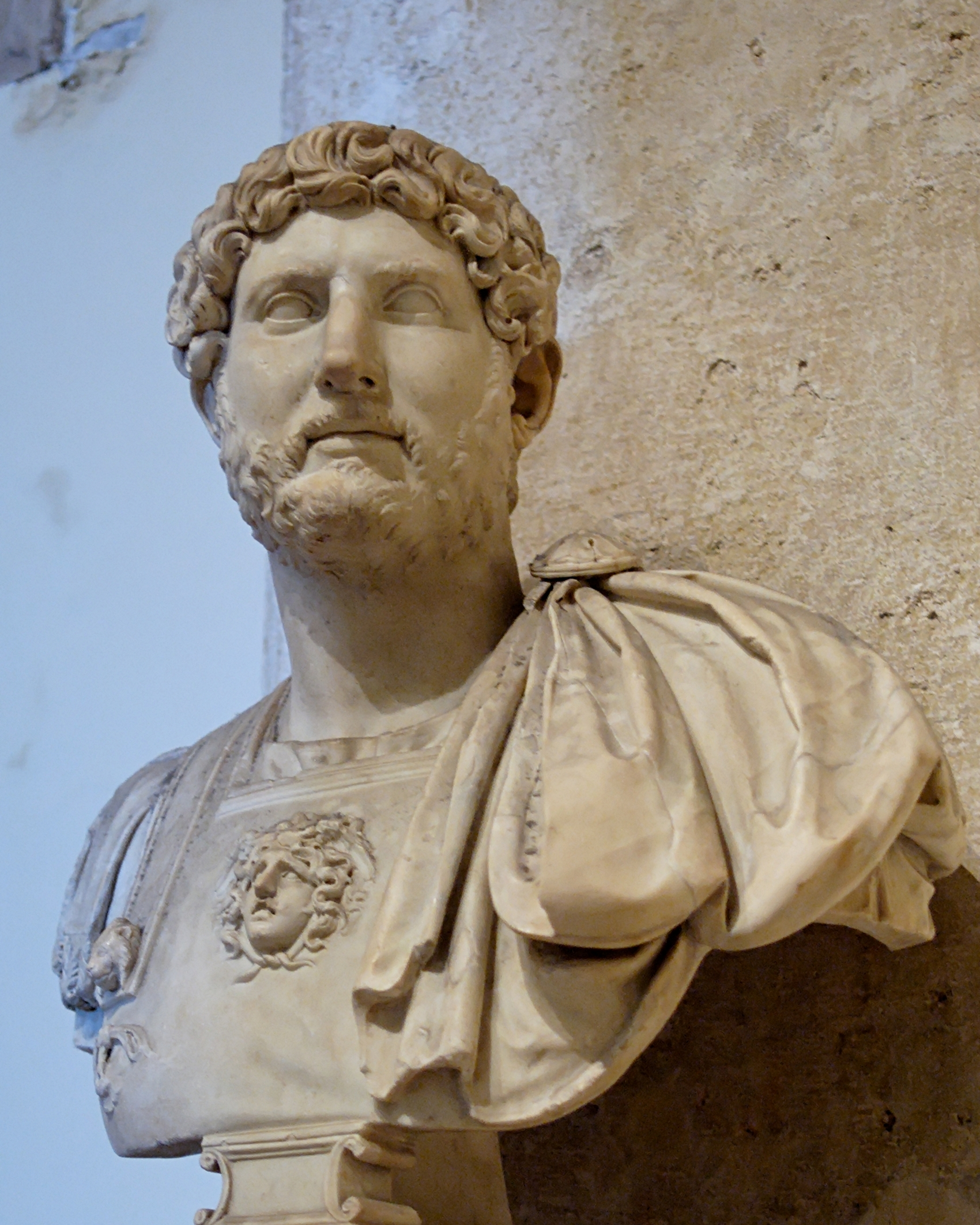
Адриан 117—138 Император Римской империи
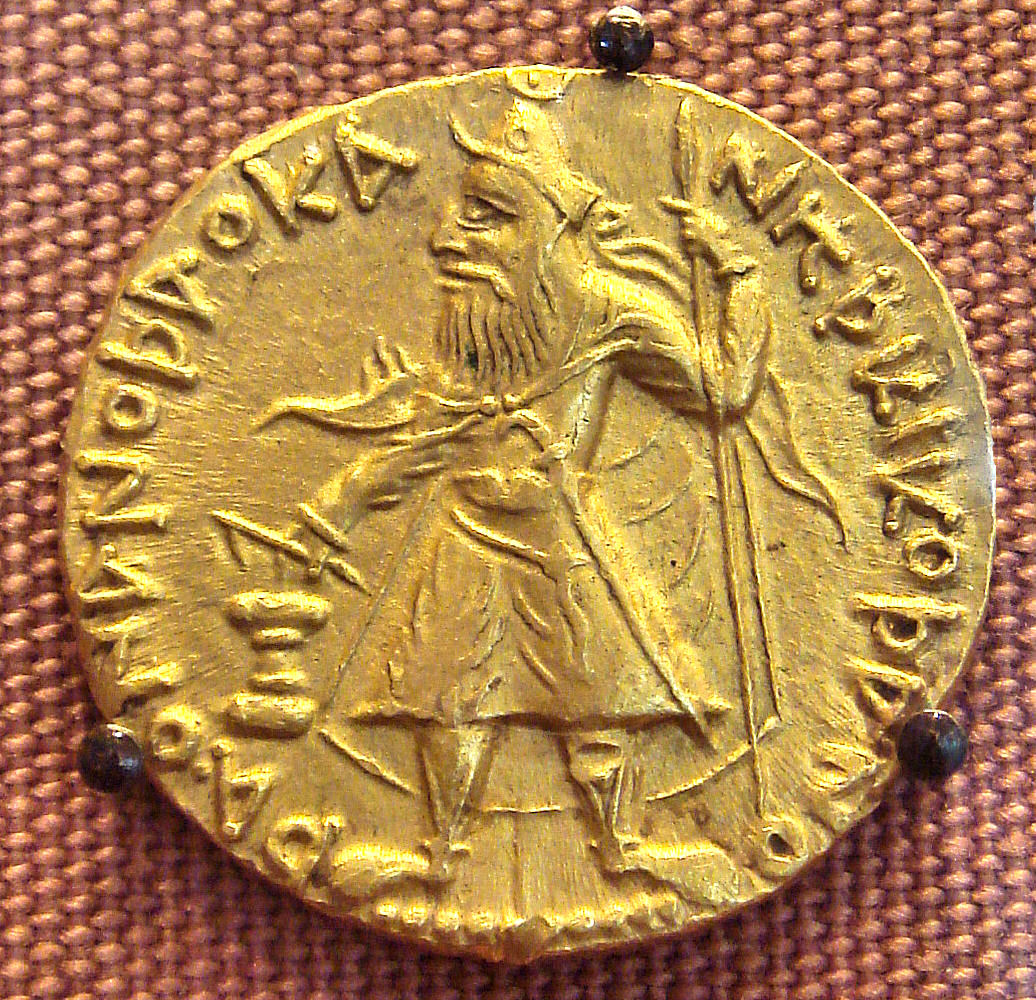
Канишка I 127—147 Царь (Великий император) Кушанского царства
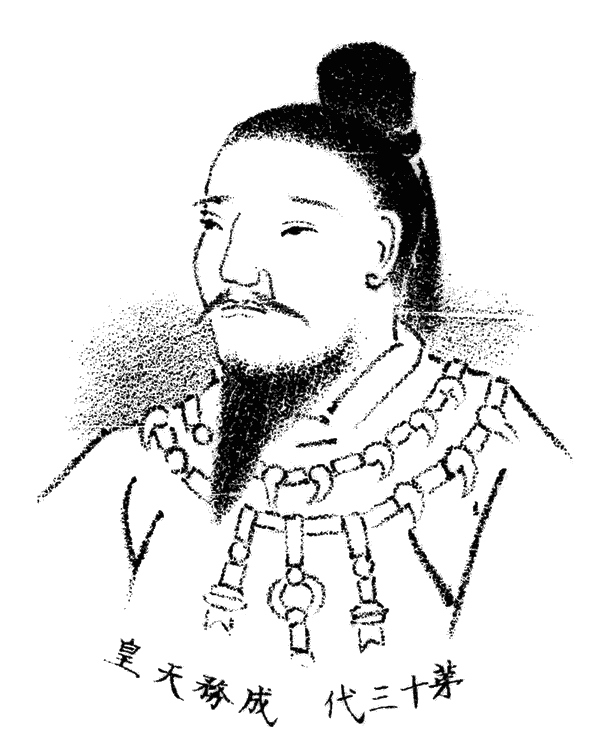
Сэйму 131—191 Император Японии